# Oděská jaderná elektrárna
Oděská jaderná elektrárna (ukrajinsky Одеська АЕС) je nedokončená jaderná elektrárna nacházející se u města Teplodar v Oděské oblasti. Elektrárna měla být zároveň zdrojem tepla pro Oděskou oblast a Černomorsk.

## Historie a technické informace

### Počátky
V Sovětském svazu bylo plánováno dálkově vytápět větší města jadernými elektrárnami ve velkém měřítku. Stávající elektrárny již v té době poskytovaly malé množství dálkového vytápění, ale ne v kapacitách požadovaných pro větší města. První reaktory, které tyto kapacity měly zvládnout dodat, měly být postaveny v Oděse, dva VVER-1000/320. Každý reaktor měl pohánět dvě turbíny o výkonu 450 MW.
Bylo propočítáno, že jaderná elektrárna v Oděse by mohla ušetřit asi čtyři miliony tun fosilních paliv a bylo by možné uzavřít několik stovek malých výtopen ve městě Oděsa. Jaderná elektrárna by měla vyrůst u města Teplodar, které vzniklo v rámci stavby. Místo se nachází 25 kilometrů od města Oděsa.

### Zastavení projektu
Po černobylské katastrofě v roce 1986 byly plány na jadernou elektrárnu pozastaveny až do odvolání. Totéž platí pro projekty v Charkově, Minsku a Volgogradu.
Příprava na stavbu byla zcela zastavena v roce 1989 po havárii v Černobylské jaderné elektrárně.

### Obnovení výstavby
V únoru 2023 Energoatom oznámil, že chce postavit nový AP1000 u Teplodaru další v Čyhyrynu. Pokud jde o rozšiřování jaderné energetiky na Ukrajině, mají však přednost stávající lokality, a proto by posouzení vlivu lokality v Oděse na životní prostředí mělo probíhat až po roce 2023.

### Město Teplodar
Město Teplodar se začalo stavět společně s elektrárnou a mělo sloužit jako domov pro všechny zaměstnance elektrárny. Vzhledem k tomu, že elektrárna nebyla dokončena, ve městě se nachází mnoho nedokončených panelových domů a ty co dokončené jsou, jsou v zanedbaném stavu. Většina obyvatel tohoto města pracuje v Oděse.

## Informace o reaktorech
| Reaktor | Typ reaktoru  | Výkon  | Výkon  | Zahájení výstavby                      | Připojení k síti                       | Uvedení do provozu                     | Uzavření                               |
| Reaktor | Typ reaktoru  | Čistý  | Hrubý  | Zahájení výstavby                      | Připojení k síti                       | Uvedení do provozu                     | Uzavření                               |
| ------- | ------------- | ------ | ------ | -------------------------------------- | -------------------------------------- | -------------------------------------- | -------------------------------------- |
| Oděsa-1 | VVER-1000/320 | 900 MW | 940 MW | Přípravy na stavbu zrušeny v roce 1986 | Přípravy na stavbu zrušeny v roce 1986 | Přípravy na stavbu zrušeny v roce 1986 | Přípravy na stavbu zrušeny v roce 1986 |
| Oděsa-2 | VVER-1000/320 | 900 MW | 940 MW | Přípravy na stavbu zrušeny v roce 1986 | Přípravy na stavbu zrušeny v roce 1986 | Přípravy na stavbu zrušeny v roce 1986 | Přípravy na stavbu zrušeny v roce 1986 |